# 大弐局 (加賀美氏)
大弐局（だいにのつぼね、生没年未詳）は、鎌倉時代初期の女性。鎌倉幕府2代将軍源頼家・3代将軍実朝二代の養育係を務めた。

## 略歴
甲斐源氏の一族である加賀美遠光の娘で、母は和田義盛の娘（もしくは姉妹）。兄弟に秋山光朝、小笠原長清、南部光行らがいる。
父の遠光は朝廷や平家と繋がりを持つ人物であったが、治承・寿永の乱においては、甲斐源氏棟梁の武田信義、安田義定らとともに、伊豆の源頼朝に呼応した反平家の挙兵に参加している。遠光の活動は信義や義定に比べ目立つものではなかったが、鎌倉幕府の設立後は頼朝から自立的行動をとり排除された信義・義定に対し、遠光は頼朝へ接近を図り一定の地位を確立している。
文治4年（1188年）、頼朝より、嫡男・頼家の介錯人（付き添って世話をする係）に定められた。
のち、建久3年（1192年）8月9日、頼家の弟・千幡（のちの実朝）誕生にあたり、乳母として召された阿波局による乳付けの儀式で介添えを務め、11月の千幡の御行始にも阿波局と共に介添えを務め小袖1領を贈られたという。同年12月、頼朝が父・遠光ら御家人を集めて千幡を披露し盃を振る舞った際には、給仕を務めている。
頼家に続き実朝の養育係も務め、実朝付き女房の筆頭格となる。
建暦3年（1213年）5月の和田合戦後、出羽国由利郡を与えられた。のち、養子である甥の大井朝光に譲ったとされる。
鎌倉時代には女性の発願による造像が多いが、称名寺（神奈川県横浜市）所蔵の大威徳明王像は近年内部から像内納入品が発見され、銘から同像は運慶による作で、大弐局の発願であったことが確認されている。